# يوهان ألبرت إيتلوين

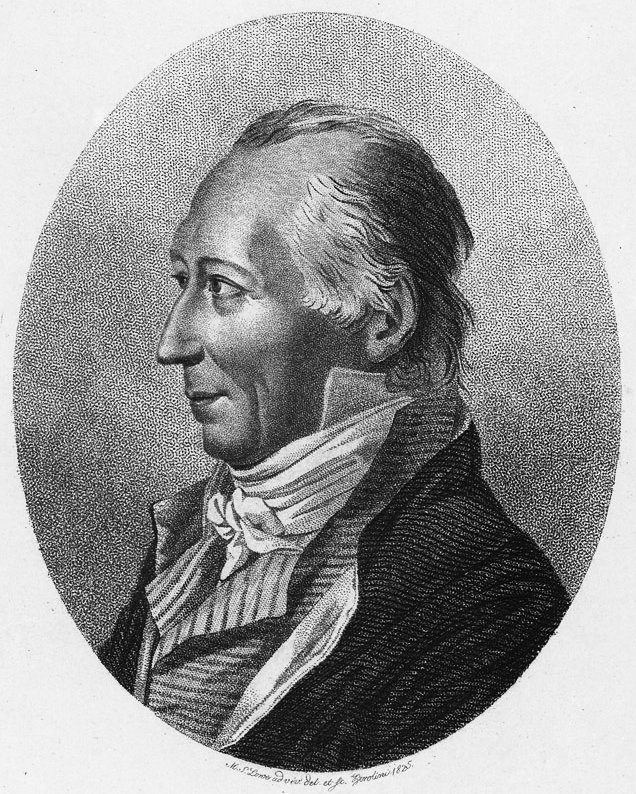

كان يوهان ألبرت إيتلوين (31 ديسمبر 1764 - 18 أكتوبر 1849) مهندسًا ألمانيًا كان من بين أول من درس المشكلات الميكانيكية التي تتعامل مع الاحتكاك والبكرات والهيدروليكا.
ولد إيتلوين في فرانكفورت لكريستيان فيليب وآنا إليزابيث كاتارينا ني هونغ. انضم إلى الجيش البروسي في عام 1779 وأصبح قاذفًا في فوج المدفعية الأول الذي خدم لاحقًا تحت قيادة الجنرال فون تمبلهوف الذي أثار اهتمامًا بالهندسة. ثم تدرب مساحًا، وفي عام 1790 أصبح مفتشًا للمباني. نشر قسم البناء الخاص به أول مجلة ألمانية للهندسة المدنية ، (بالألمانية: Sammlung nützlicher Aufsätze und Nachrichten ، die Baukunst betreffend) وفي عام 1799 كان من بين مؤسسي أكاديمية برلين ‏ ("أكاديمية البناء"). حصل على الدكتوراه الفخرية من جامعة برلين عام 1811. كان منشوره الرئيسي "دليل ميكانيكا الأجسام الصلبة والهيدروليكا
" (بالألمانية: Handbuch der Mechanik fester Körper und Hydraulik) [طبعات في 1801 ، 1823 ، 1842] وكتيب احصائيات الأجسام الصلبة (بالألمانية: Handbuch der Statik fester Körper) [1808 ، 1832]. في هذه الأعمال قام بفحص البكرات والأحزمة وفحص القوى المعنية، مطورًا على نظرية أويلر. كانت صيغة أويلر إيتلوين، المعروفة أيضًا باسم معادلة كابستان ‏، واحدة من الأفكار الرئيسية التي قدمها.

## روابط خارجية
- كتيب الهيدروستاتيك (1826)
- كتيب احصائيات الجسم الصلب (1808) المجلد الأول المجلد الثاني
- وصف بناء وإنشاء مصنع جعة وتقطير مشترك في البلاد (1802)
- تعليمات عملية لإنشاء أعمال الواجهات والمنشآت المرتبطة بها على الأنهار والجداول مع تعليمات لتقدير هذه المباني